# Irinarassita
La irinarassita és un mineral de la classe dels silicats, que pertany al grup de la schorlomita. Rep el nom en honor d'Irina Teodorovna Rass (Ирины Теодоровны Расс) (1940-), geòloga i membre del personal del Laboratori de Metamorfisme i Metasomatisme D. Korzhinskii, de l'Institut de Geologia de Dipòsits de Mineria, Petrografia, Mineralogia i Geoquímica (IGEM), de l'Acadèmia Russa de les Ciències.

## Característiques
La irinarassita és un nesosilicat de fórmula química Ca₃Sn₂Al₂SiO₁₂. Va ser aprovada com a espècie vàlida per l'Associació Mineralògica Internacional l'any 2011, i la primera publicació data del 2013. Cristal·litza en el sistema isomètric.

## Formació i jaciments
Va ser descoberta al mont Lakargi, a la caldera Verkhnechegemskaya, a la República Kabardino-Balkària, Rússia. També ha estat documentada a La Croix Saint Julien, a Castelnau-de-Brassac (Occitània, França). A la localitat tipus sol trobar-se associada a altres minerals com: tazheranita, rondorfita, magnesioferrita, larnita, lakargiïta, kimzeyita, kerimasita, hidroxilel·lestadita, hil·lebrandita, fluorita, fluorel·lestadita, ettringita, cuspidina, bultfonteinita, baghdadita i baddeleyita.